# Slag bij Torá
De Slag bij Torà is een veldslag die in 1006 in Torà werd uitgevochten tussen een alliantie van Catalaanse graven en een leger van het kalifaat Córdoba.

## De bronnen
De belangrijkste bron voor deze strijd is André de Fleury, die waarschijnlijk tijdens een reis naar Catalonië gedetailleerde en nauwkeurige informatie heeft gekregen. Hij verwerkte het rond 1043 in zijn Miraculosa Sancti Benedicti. De slag is niet precies gedateerd, maar de namen van de graven die door André zijn voorzien, plaatsen het tussen de jaren 992 en 1010. André beweert dat kalief Hisham II stierf tijdens de bijeenkomst, maar dat is een legende.

## Achtergrond
Raymond Borrell leidde de Slag bij Albesa in 1003 (Lleida-expeditie) die leidde tot een nieuwe aanval door Abd al-Malik al-Muzaffar, zoon van de onlangs overleden Almanzor. Abd al-Malik al-Muzaffar verwoestte met een moslimleger van 17.000 man de westelijke regio's van het graafschap Barcelona, de berg van Montseny, de comarques (kantons) van Igualada en Manresa in de provincie Osona. Hij vernietigde ook de kastelen van Montmagastre, Meià en Castellolí, en passeerde naar het zuiden van het Graafschap Urgell.

## Het gevecht
In 1006 voerde Abd al-Malik al-Muzaffar een nieuwe inval uit tegen Segarra en Ribagorza, waarbij hij al hun kerken verwoestte, inclusief de kathedraal van Roda d'Isàvena.
De Catalaanse graven habben zich verenigd om de hadjib te trotseren en Raymond Borrell uit Barcelona, Bernat Taillefer uit Besalú, Guifred II uit Cerdanya en Armengol I uit Urgell namen het op tegen de moslimlegers bij het castrum Thoranum. De moslims werden op de vlucht geslagen en verloren 5.000 man.

## Gevolgen
Abd al-Malik al-Muzaffar heeft zich teruggetrokken op zijn grondgebied.